# 翔ぶ男
翔ぶ男（とぶおとこ）は1998年1月7日～2月4日にNHK総合テレビジョン「水曜シリーズドラマ」で放送されたテレビドラマ。

## 出演
- 青野由吉 - 緒形拳
- 鬼頭亮 - 高橋克典
- 石田えり
- 永島暎子
- 浅野忠信
- 小浜署長 - 財津一郎

## スタッフ
- 作 - 池端俊策[1]
- 制作統括 - 一柳邦久[1]、川合淳志[1]
- 美術 - 藤井俊樹[1]
- 技術 - 大沼伸吉[1]
- 音響効果 - 藤野登[1]
- 演出 - 小松隆[1]、後藤高久[1]

## 主題歌
- ロドリーゴ・レアン＆ヴォックス・アンサンブル（Rodrigo Leão ＆ Vox Ensemble） 『約束（Promisse）』[1]

## サブタイトル
1. 疑惑
2. 逃走
3. 罠
4. 敵
5. 飛翔